# Siliciumcarbide
Siliciumcarbide (SiC), ook bekend als carborundum, is een zeer hard materiaal. De verbinding is ontdekt in 1891 door de Amerikaanse chemicus Edward Goodrich Acheson die er op 28 februari 1893 een patent op verkreeg.

## Productie
Granulair siliciumcarbide wordt op commerciële schaal geproduceerd door een reactie bij zeer hoge temperatuur. Hoogwaardig silicazand en koolstof (meestal petroleumcokes) worden hiervoor in de juiste verhouding tot reactiemateriaal gemengd. Van dit mengsel wordt een hoop opgebouwd (de "oven"). Middenin dit materiaal wordt een kern van grafiet geplaatst die dient als stroomgeleider. Deze grafietkern wordt aangesloten op een spanningsbron. Als gevolg van de weerstand loopt in de kern van de hoop materiaal de temperatuur op tot circa 2700 °C. Bij deze temperatuur verloopt de reactie als volgt:
{\displaystyle {\ce {SiO2 + 3 C -> SiC + 2 CO}}}
In Nederland wordt siliciumcarbide geproduceerd door ESD (Elektroschmelzwerk Delfzijl) in Delfzijl sinds 1973.

## Toepassingen
Carborundum wordt veel gebruikt voor slijpen en polijsten, in de vorm van slijpstenen, polijst- en slijppoeders en als bekleding van schuurpapier, voor de pantsering van pantservoertuigen, keramische platen in kogelwerende vesten, lithografie, remvoeringen en koppelingsplaten in auto's.
Zuiver siliciumcarbide is een halfgeleider die toepassing vindt in hittebestendige dioden, transistoren en leds.
Siliciumcarbide wordt door NASA gezien als een mogelijke oplossing om elektrisch vliegen mogelijk te maken.

## Voorkomen in de natuur

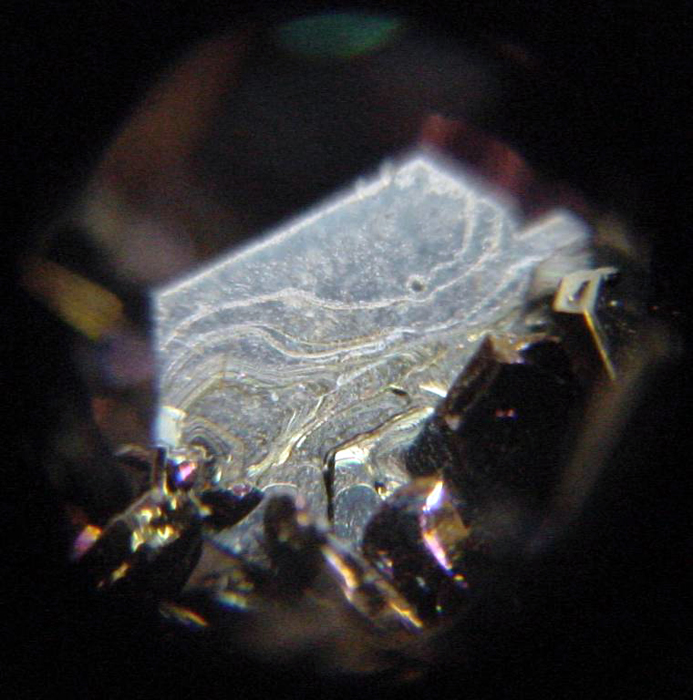
Een kristal van moissaniet (grootte ongeveer 1 mm)

Natuurlijk siliciumcarbide, moissaniet, is op aarde zeldzaam, maar elders in de ruimte niet. Zo komt het veel voor in het stof rond koolstofrijke sterren. Op aarde wordt het mineraal in zeer kleine hoeveelheden aangetroffen in afzettingen van korund en kimberliet en daarnaast in sommige meteorieten. Het eerste natuurlijke moissaniet werd gevonden in de meteoriet van de Barringerkrater in Arizona door Henri Moissan, naar wie het materiaal in 1905 werd genoemd.

## Toxicologie en veiligheid
Een duidelijk onderscheid moet worden gemaakt tussen granulair siliciumcarbide en vezelvormig siliciumcarbide, wat voor specifieke doeleinden op nano schaal wordt geproduceerd. Aangetoond is dat granulair siliciumcarbide toxisch inert is. Granulair siliciumcarbide, zoals dat in Nederland wordt geproduceerd, is niet als gevaarlijke stof of preparaat geclassificeerd volgens de EG-Richtlijn 67/548/EEG of Richtlijn 1999/45/EG of Verordening (EG) nr. 1272/2008.
In een op 7 december 2012 gepubliceerd rapport stelt de Nederlandse Gezondheidsraad dat siliciumcarbide in vezelvorm (vezels, whiskers) kanker kan veroorzaken en geclassificeerd moet worden als ‘kankerverwekkend voor de mens’ (in categorie 1A), volgens het classificatiesysteem van de Gezondheidsraad. De gegevens over de granulaire vorm van siliciumcarbide zijn onvoldoende om de carcinogene eigenschappen hiervan te kunnen classificeren (categorie 3). Om deze reden leven er nog zorgen bij de commissie over de vraag of het commerciële granulaire siliciumcarbide voldoende vrij is van vezelvormig siliciumcarbide.